# Bennikal, Hagaribommanahalli
Bennikal là một làng thuộc tehsil Hagaribommanahalli, huyện Bellary, bang Karnataka, Ấn Độ.